# Centrifuga
Centrifuga je mašina koja zahvaljujući centrifugalnoj sili omogućava razdvajanje faza, odnosno čvrste faze od tečne. Ovo se postiže okretanjem tečnosti velikom brzinom unutar posude, čime se odvajaju tečnosti različite gustine (npr. krema od mleka) ili tečnosti od čvrstih materija. Deluje tako što uzrokuje da se gušće supstance i čestice kreću ka spolja u radijalnom pravcu. U isto vreme, objekti manje gustine bivaju zamenjeni i pomeraju se ka centru. U laboratorijskoj centrifugi koja koristi epruvete za uzorke, radijalno ubrzanje uzrokuje da se gušće čestice talože na dno epruvete, dok se supstance male gustine podižu na vrh. Centrifuga može biti veoma efikasan filter koji odvaja zagađivače iz glavnog tela tečnosti.

## Istorija
Engleski vojni inženjer Benjamin Robins (1707–1751) izumeo je aparat sa vrtnom rukom za određivanje otpora. Antonin Prandtl je 1864. godine predložio ideju centrifuge za mlečne proizvode za odvajanje kajmaka od mleka. Ideju je kasnije sproveo u praksu njegov brat Aleksandar Prandtl, koji je poboljšao dizajn svog brata i izložio radnu mašinu za ekstrakciju masnoće 1875.

## Tipovi
Mašina za centrifugiranje se može opisati kao mašina sa brzo rotirajućim kontejnerom koji primenjuje centrifugalnu silu na svoj sadržaj. Postoji više tipova centrifuga, koje se mogu klasifikovati prema nameni ili dizajnu rotora:
Tipovi prema dizajnu rotora:
- Centrifuge sa fiksnim uglom su dizajnirane da drže posude za uzorke pod konstantnim uglom u odnosu na centralnu osu.
- Centrifuge sa zamašnom glavom (ili zamašnom kašikom), za razliku od centrifuga sa fiksnim uglom, imaju šarku na kojoj su posude za uzorke pričvršćene za centralni rotor. Ovo omogućava da se svi uzorci okreću ka spolja dok se centrifuga okreće.
- Kontinualne cevaste centrifuge nemaju pojedinačne posude za uzorke i koriste se za aplikacije velike zapremine.

Vrste prema nameni:
- Laboratorijske centrifuge su instrumenti opšte namene dostupne u nekoliko tipova sa različitim, ali preklapajućim, svojstvima. Ovim su obuhvaćene kliničke centrifuge, superbrzinske centrifuge i preparativne ultracentrifuge.
- Analitičke ultracentrifuge su dizajnirane da vrše analizu sedimentacije makromolekula koristeći principe koje je osmislio Teodor Svedberg.
- Hematokritne centrifuge se koriste za merenje zapreminskog procenta crvenih krvnih zrnaca u punoj krvi.
- Gasne centrifuge, uključujući centrifuge Zipe tipa, za odvajanje izotopa u gasnoj fazi.

Mnogi dizajni su besplatno dostupni za centrifuge otvorenog koda koje se mogu digitalno proizvoditi. Hardverski dizajn otvorenog koda za centrifugu sa ručnim pogonom za veće količine tečnosti sa radijalnom brzinom od preko 1750 o/min i preko 50 N relativne centrifugalne sile može se u potpunosti 3-D štampati za oko 25 dolara. Drugi otvoreni dizajni hardvera koriste prilagođene 3-D štampane uređaje sa jeftinim električnim motorima za pravljenje jeftinih centrifuga (npr. Dremelfjudž koji koristi Dremelov električni alat) ili CNC isečak Openfjudža.

## Upotrebe
Ova metoda u laboratoriji je posebno korisna prilikom dobijanja smeše pri kojoj je jedna supstanca sitno dispergovana u drugoj, odnosno u rastvaraču. Praktično postoje dva tipa centrifuga: sitaste i sedimentacione. U laboratoriji se češće koriste ove druge. Moć odvajanja centrifuge zavisi od broja njenih obrtaja. Ručnim centrifugama se može postići do 1.000 obrtaja u minuti, dok se centrifugama koje rade uz pomoć struje može postići deset puta više obrtaja. Ovakve centrifuge su, za razliku od ručnih, zaštićene i predviđen je oprez u radu sa njima. Postoje i ultracentrifuge koje se primenjuju pri istraživanju proteina i virusa, na primer i one mogu dostići i do 60.000 obrtaja u minuti.
Osim u laboratoriji, ova mašina omogućava da se postignu velika ubrzanja kakva postoje u mlaznim avionima i raketama nosačima vasionskih brodova, a prilikom obuke kosmonauta. U domaćinstvu, centrifuga postoji kod veš-mašina.

### Laboratorijske separacije
Širok spektar laboratorijskih centrifuga se koristi u hemiji, biologiji, biohemiji i kliničkoj medicini za izolovanje i odvajanje suspenzija i tečnosti koje se ne mešaju. One se veoma razlikuju po brzini, kapacitetu, kontroli temperature i drugim karakteristikama. Laboratorijske centrifuge često mogu da prihvate niz različitih rotora sa fiksnim uglom i rotirajućih kašika koje mogu da nose različit broj epruveta za centrifuge i koji su rangirani za specifične maksimalne brzine. Kontrole variraju od jednostavnih električnih tajmera do programabilnih modela koji mogu da kontrolišu stope ubrzanja i usporavanja, brzine rada i temperaturne režime. Ultracentrifuge vrte rotora pod vakuumom, eliminišući otpor vazduha i omogućavajući preciznu kontrolu temperature. Zonski rotori i sistemi sa kontinualnim protokom su sposobni da obrade veliki broj uzoraka i veće količine uzoraka, respektivno, u instrumentima laboratorijskog nivoa. Druga primena u laboratorijama je separacija krvi. Krv se razdvaja na ćelije i proteine (eritrocite, leukocite, trombocite, itd.) i serum. Priprema DNK je još jedna uobičajena primena za farmakogenetiku i kliničku dijagnozu. Uzorci DNK se prečišćavaju i DNK se priprema za odvajanje dodavanjem pufera i zatim centrifugiranjem određeno vreme. Krvni otpad se zatim uklanja i dodaje se drugi pufer i ponovo centrifugira. Kada se krvni otpad ukloni i doda još jedan pufer, pelet se može suspendovati i ohladiti. Proteini se tada mogu ukloniti i ceo uzorak se može ponovo centrifugirati i DNK se može potpuno izolovati. Specijalizovane citocentrifuge se koriste u medicinskim i biološkim laboratorijama za koncentrisanje ćelija za mikroskopski pregled.

### Izotopska separacija
Druge centrifuge, prva je centrifuga Zip-tipa za razdvajanje izotopa, i ove vrste centrifuga se koriste u proizvodnji nuklearne energije i programima nuklearnog oružja.

### Aeronautika i astronautika
Ljudske centrifuge su izuzetno velike centrifuge koje testiraju reakcije i toleranciju pilota i astronauta na ubrzanja iznad onih koja doživljavaju u Zemljinoj gravitaciji.
Prve centrifuge korišćene za ljudska istraživanja koristio je Erazmo Darvin, deda Čarlsa Darvina. Prva velika centrifuga za ljude dizajnirana za vazduhoplovnu obuku stvorena je u Nemačkoj 1933. godine.
Američko vazduhoplovstvo u bazi Bruks Siti u Teksasu upravlja centrifugom za ljude dok čeka završetak nove ljudske centrifuge u izgradnji u Rajt-Paterson AFB, Ohajo. Centrifugom u bazi Bruks Siti upravlja Škola vazduhoplovnih snaga Sjedinjenih Država za vazduhoplovnu medicinu u svrhu obuke i procene potencijalnih pilota lovaca za let sa visokim gravitacionim ubrzanjem u borbenim avionima Ratnog vazduhoplovstva.
Za buduće dugotrajne svemirske misije predložena je upotreba velikih centrifuga za simulaciju osećaja gravitacije. Izlaganje ovoj simuliranoj gravitaciji bi sprečilo ili smanjilo dekalcizaciju kostiju i atrofiju mišića koji utiču na pojedince izložene dugim periodima slobodnog pada.
Automatizovane centrifuge
U tehnološkom centru Evropske svemirske agencije (ESA) ESTEC (u Nordvijku, Holandija) koristi se centrifuga prečnika 8 metara za izlaganje uzoraka u oblastima prirodnih nauka kao i fizičkih nauka. Ova centrifuga velikog prečnika (LDC) počela je sa radom 2007. Uzorci mogu biti izloženi maksimalno 20 puta većoj gravitaciji od Zemljine. Sa svoja četiri kraka i šest gondola koje se slobodno okreću moguće je istovremeno izložiti uzorke različitim g-nivoima. Gondole se mogu fiksirati na osam različitih pozicija. U zavisnosti od njihove lokacije moglo bi se npr. pokrenuti eksperiment sa 5 i 10 g u istom ciklusu. Svaka gondola može da izdrži eksperiment od najviše 80 kg. Eksperimenti izvedeni u ovom objektu obuhvatali su ribe zebrice, metalne legure, plazmu,, ćelije, tečnosti, planariju, drozofilu i biljke.

### Industrijski centrifugalni separator
Industrijski centrifugalni separator je sistem za filtriranje rashladne tečnosti za odvajanje čestica od tečnosti poput rashladne tečnosti za brušenje. Obično se koristi za odvajanje obojenih čestica kao što su silicijum, staklo, keramika, grafit itd. Proces filtriranja ne zahteva nikakve potrošne delove kao što su filter kese, što čuva zemlju od štete.

### Geotehničko modelovanje centrifuga
Geotehničko centrifugno modelovanje se koristi za fizičko ispitivanje modela koji obuhvataju tlo. Ubrzanje centrifuge se primenjuje da bi se skalirali model do gravitacionog ubrzanja i omogućilo dobijanje srazmernog napona prototipa. Ovi su obuhvaćeni problemi kao što su temelji zgrada i mostova, zemljane brane, tuneli i stabilnost kosina, uključujući efekte kao što su opterećenja eksplozijom i podrhtavanje zemljotresa.

### Sinteza materijala
Uslovi visoke gravitacije koje stvara centrifuga primenjuju se u hemijskoj industriji, livenju i sintezi materijala.. Gravitacioni uslovi u velikoj meri utiču na konvekciju i prenos mase. Istraživači su izvestili da nivo visoke gravitacije može efikasno da utiče na fazni sastav i morfologiju proizvoda.

## Literatura
- Naesgaard et al., Modeling flow liquefaction, its mitigation, and comparison with centrifuge tests
- M. Saad Bhamla; Brandon Benson; Chew Chai; Georgios Katsikis; Aanchal Johri; Manu Prakash (10. 1. 2017). „Hand-powered ultralow-cost paper centrifuge”. Nature. 1: 0009. doi:10.1038/s41551-016-0009.

## Spoljašnje veze
- RCF Calculator and Nomograph
- Centrifugation Rotor Calculator
- Selection of historical centrifuges in the Virtual Laboratory of the Max Planck Institute for the History of Science
- „Centrifuges”.